# 367732 Mikesimonsen
367732 Mikesimonsen è un asteroide della fascia principale. Scoperto nel 2005, presenta un'orbita caratterizzata da un semiasse maggiore pari a 2,3225859 UA e da un'eccentricità di 0,1284853, inclinata di 7,40287° rispetto all'eclittica.